# Sklabinský potok
Sklabinský potok, alternativní název Jordán, je potok v Turci, na území okresu Martin. Je to pravostranný přítok Turce s délkou 17,4 km, je tokem IV. řádu. Ve Velké Fatře vytváří Sklabinskou dolinu.

## Pramen
Pramení ve Velké Fatře na severozápadním úpatí Končitého vrchu (1 096,8 m) v nadmořské výšce přibližně 930 m n. m.

## Směr toku
Od pramene teče nejprve na krátkém úseku na severoseverozápad, pak se stáčí západním směrem, výrazným obloukem se pak esovitě stáčí na severozápad, přičemž protéká Sklabinskou dolinou. Po přijetí pravostranného přítoku se postupně stáčí na západ, na dolním konci obce Sklabiňa teče přechodně na jihozápad, pak k obci Záborie na západ. Dále pokračuje severozápadním směrem k Tomčánům, odtud ke Košútům na sever, přičemž se výrazněji vlní a nakonec už teče k ústí severozápadním směrem.

## Geomorfologické celky
- Velká Fatra, geomorfologický podcelek Lysec
- Turčianská kotlina, geomorfologické podcelky:
  - Sklabinské podhůří
  - Mošovská pahorkatina
  - Turčianske nivy

## Přítoky
- Pravostranné: krátký přítok ze západojihozápadního svahu Lučence (1 041,4 m n. m.), přítok ze západního svahu Lučence, Lučenec, Ihravý potok, Dubovec, Krútňava, Borovský potok
- Levostranné: dva krátké přítoky ze severního svahu Tisové (1 022,5 m n. m.), dva přítoky z oblasti Mažiarky, krátký přítok z jihovýchodního svahu Tlstého diela (842 m n. m.), krátký přítok ze severoseverovýchodního svahu Tlstého diela, Brvenný, Záborie a Kalník

## Ústí
Do Turce ústí na katastrálním území města Martin, u městské části Priekopa, v nadmořské výšce cca 375 m n. m.

## Obce
- Sklabiňa
- Diaková
- Dražkovce
- Město Martin, městské části:
  - Tomčany
  - Košúty
  - Priekopa